# Troglohyphantes salax
Troglohyphantes salax este o specie de păianjeni din genul Troglohyphantes, familia Linyphiidae. A fost descrisă pentru prima dată de Kulczynski, 1914. Conform Catalogue of Life specia Troglohyphantes salax nu are subspecii cunoscute.